# Louis Anderson

a Compétitions nationales et continentales officielles uniquement.

b Matchs officiels uniquement.
Louis Anderson, né le 27 juin 1985 à Dargaville (Nouvelle-Zélande), est un joueur de rugby à XIII néo-zélandais d'origine tongienne évoluant au poste de deuxième ligne ou troisième ligne. Il fait ses débuts en National Rugby League avec les Warriors de New Zealand lors de la saison 2004 avec qui il évolue quatre années en tant que titulaire. Il est appelé parallèlement en sélection de la Nouvelle-Zélande entre 2004 et 2007, remportant le Tri-nations 2005, et aurait pu disputer la Coupe du monde 2008 avec la sélection des Tonga mais une blessure l'en empêche. En 2008, il rejoint la Super League et les Warrington  avec qui il remporte deux Challenge Cup en 2009 et 2010, avant de signer dans la franchise française des Dragons Catalans en 2012 avec lesquels il remporte de nouveau la Challenge Cup en 2018.

## Biographie
Ses frères, Vinnie Anderson, et Fraser Anderson, sont également joueurs de rugby à XIII.
Bien que titulaire, il ne peut disputer la finale de la Challenge Cup 2018 remportée par les Dragons Catalans en raison d'une blessure au mollet. Il prend sa retraite sportive en 2018 après une victoire contre Huddersfield 22-12.

## Palmarès
- Collectif :
  - Vainqueur du Tri Nations : 2004 (Nouvelle-Zélande)
  - Vainqueur de la Challenge Cup : 2009, 2010 (Warrington Wolves) et 2018[2] (Dragons Catalans).

### En sélection

#### Quatre Nations
| Édition          | Rang      | Résultats pays | Résultats Anderson | Matchs Anderson |
| ---------------- | --------- | -------------- | ------------------ | --------------- |
| Tri-nations 2004 | 1er tour  | 0 v, 1 n, 3 d  | 0 v, 1 n, 3 d      | 4/4             |
| Tri-nations 2005 | Vainqueur | 3 v, 0 n, 2 d  | 3 v, 0 n, 2 d      | 5/5             |

Légende : v = victoire ; n = match nul ; d = défaite.

## Statistiques
| Saison | Club                 | Compétition           | Matchs | Points | Essais | Goals | Drops |
| ------ | -------------------- | --------------------- | ------ | ------ | ------ | ----- | ----- |
| 2004   | New Zealand Warriors | National Rugby League | 16     | 12     | 3      | -     | -     |
| 2005   | New Zealand Warriors | National Rugby League | 18     | 4      | 1      | -     | -     |
| 2006   | New Zealand Warriors | National Rugby League | 23     | 4      | 1      | -     | -     |
| 2007   | New Zealand Warriors | National Rugby League | 10     | 8      | 2      | -     | -     |
| 2008   | Warrington Wolves    | Super League          | 22     | 16     | 4      | -     | -     |
| 2009   | Warrington Wolves    | Super League          | 24     | 20     | 5      | -     | -     |
| 2010   | Warrington Wolves    | Super League          | 27     | 8      | 2      | -     | -     |
| 2011   | Warrington Wolves    | Super League          | 19     | 28     | 7      | -     | -     |
| 2012   | Dragons Catalans     | Super League          | 17     | 36     | 9      | -     | -     |
| 2013   | Dragons Catalans     | Super League          | 12     | 16     | 4      | -     | -     |
| 2014   | Dragons Catalans     | Super League          | 21     | 12     | 3      | -     | -     |
| 2015   | Dragons Catalans     | Super League          | 25     | 16     | 4      | -     | -     |
| 2016   | Dragons Catalans     | Super League          | 20     | 24     | 6      | -     | -     |
| 2017   | Dragons Catalans     | Super League          | 23     | 28     | 7      | -     | -     |
| 2018   | Dragons Catalans     | Super League          | 15     | 4      | 1      | -     | -     |
| 2018   | Dragons Catalans     | Challenge Cup         | 2      | 0      | 0      | 0     | 0     |